# Norman Drake
Norman Drake (Norman Hercy Drake; * 7. Juli 1912 in Retford, Nottinghamshire; † 16. November 1972 in Blackpool) war ein britischer Hammerwerfer.
Bei den British Empire Games 1934 in London wurde er für England startend Sechster. Bei den Olympischen Spielen 1936 in Berlin und 1948 in London schied er in der Qualifikation aus. 1950 wurde er Vierter bei den British Empire Games in Auckland.
1936 und 1948 wurde er Englischer Meister. Seine persönliche Bestleistung von 49,93 m stellte er am 29. Juni 1946 in Manchester auf.